# Archidiocèse de Bouaké
 (mars 2019).
L'archidiocèse métropolitain de Bouaké (latin : Buaken(sis)) est l'un des quatre archidiocèses de Côte d'Ivoire et le siège de la province ecclésiastique de Bouaké. Les diocèses suffragants sont Abengourou, Bondoukou et Yamoussoukro.

## Histoire
Le 17 mai 1951, la préfecture apostolique de Bouaké est créée à partir de territoires vicariat apostolique d'Abidjan. Elle est confiée à la Société des missions africaines. 
Le 14 septembre 1955, la préfecture apostolique est élevée au rang de diocèse. Le diocèse de Bouaké est alors suffragant de l'archidiocèse d'Abidjan élevé à la même date. En 1963, le diocèse perd une partie de son territoire pour établir le diocèse d'Abengourou. En 1992, il perd à nouveau une partie de son territoire au profit du Yamoussoukro nouvellement établi.
Le 19 décembre 1994, le pape Jean-Paul II élève le diocèse au rang d'archidiocèse métropolitain et lui attribue trois diocèses suffragants : Abengourou, Bondoukou et Yamoussoukro. 

## Siège
Le siège de l'archidiocèse est la Cathédrale Sainte-Thérèse de Bouaké.

## Diocèses suffragants
- Abengourou
- Bondoukou
- Yamoussoukro

## Source
- (en) Giga-Catholic Information
- (en) Catholic-hierarchy